# Massimo Tamburini
Massimo Tamburini (Rimini, 28 de novembro de 1943 — San Marino, 6 de abril de 2014) foi um engenheiro e projetista italiano de motocicletas, co-fundador da marca Bimota e que trabalhou nas fabricantes MV Agusta e Ducati durante 23 anos.
Chefe de engenharia e design da MV Agusta, anunciou sua aposentadoria no final de 2008. Dentre suas criações na empresa, destaca-se a MV Agusta F4. Já na Ducati, destacam-se a Ducati 916 e Ducati Paso - esta em homenagem ao piloto italiano Renzo Pasolini que morreu durante uma corrida.